# Тараумара (язык)
Тараумара (Таракумара, Тарахумара, исп. Tarahumara, местное название — Rarámuri / Ralámuli ra'ícha) — язык Мексики, на котором говорит около 70 тысяч коренных мексиканцев, живущих в штате Чиуауа (север Мексики).
Принадлежит к юто-ацтекской языковой семье.

## Генеалогическая и ареальная информация
Язык тараумара принадлежит к юто-ацтекской семье индейских языков-южной (сонорско-астекской) подсемье-таракаитской ветви, тараумарской группе. Ближайшим родственником является язык гуарихио. Носители языка — народ тараумара — проживают на севере Мексики, в гористой местности Сьерра-Тараумара (также называемой Медный каньон) в штате Чиуауа. 90 % сосредоточено в муниципалитетах Бокойна, Урике, Гуачочи, Батопилас, Каричи, Бальеса, Гуадалупе-и-Кальво и Ноноава. Большие группы живут в крупных городах Чиуауа и Сьюдад-Хуарес, в штатах Нижняя Калифорния, Коауила, Дуранго, Синалоа, Сонора и Тамаулипас.

## Социолингвистическая информация
На языке тараумара говорит около 70 000 человек одноимённой народности. 
Во время испанской колонизации (XVII—XVIII века) тараумара, расселявшиеся по равнинам, были вытеснены в горы. В соответствии с различными природными условиями делятся на 3 субэтнические группы: паготамес — большая часть тараумара, живущих на горных склонах, побланос — в каньонах, и хентилес — в труднодоступных высокогорных районах.
На языке тараумара говорят в начальной школе и местной администрации, а также в традиционных религиозных практиках и местном бизнесе. Носители испанского языка, которые живут среди тараумара или соседствуют с ними, часто используют язык тараумара в торговле. Тем не менее, испанский всё больше распространяется в общинах коренного народа. В настоящее время только 1 % носителей обучены грамоте родного языка, в то время как 20 % грамотно пишут на испанском языке.

## Письменность
Алфавит центрального диалекта из издания 1948 года: a, b, č, e, i, j, k, l, m, n, o, p, r, s, t, u, w, y, aˀ.